# Astragalus hissaricus
Astragalus hissaricus es una especie de planta del género Astragalus, de la familia de las leguminosas, orden Fabales.

## Distribución
Astragalus hissaricus se distribuye por Turkmenistán, Uzbekistán y Tayikistán.

## Taxonomía
Fue descrita científicamente por Lipsky. Fue publicada en Trudy Imp. S.-Peterburgsk. Bot. Sada 26: 173 (1910).